# Mariano Barberán
Mariano Barberán y Tros de Ilarduya (Guadalajara, España, 14 de octubre de 1897-alrededores de Villahermosa, México, 20 de junio de 1933) fue un aviador español.

## Historial Militar

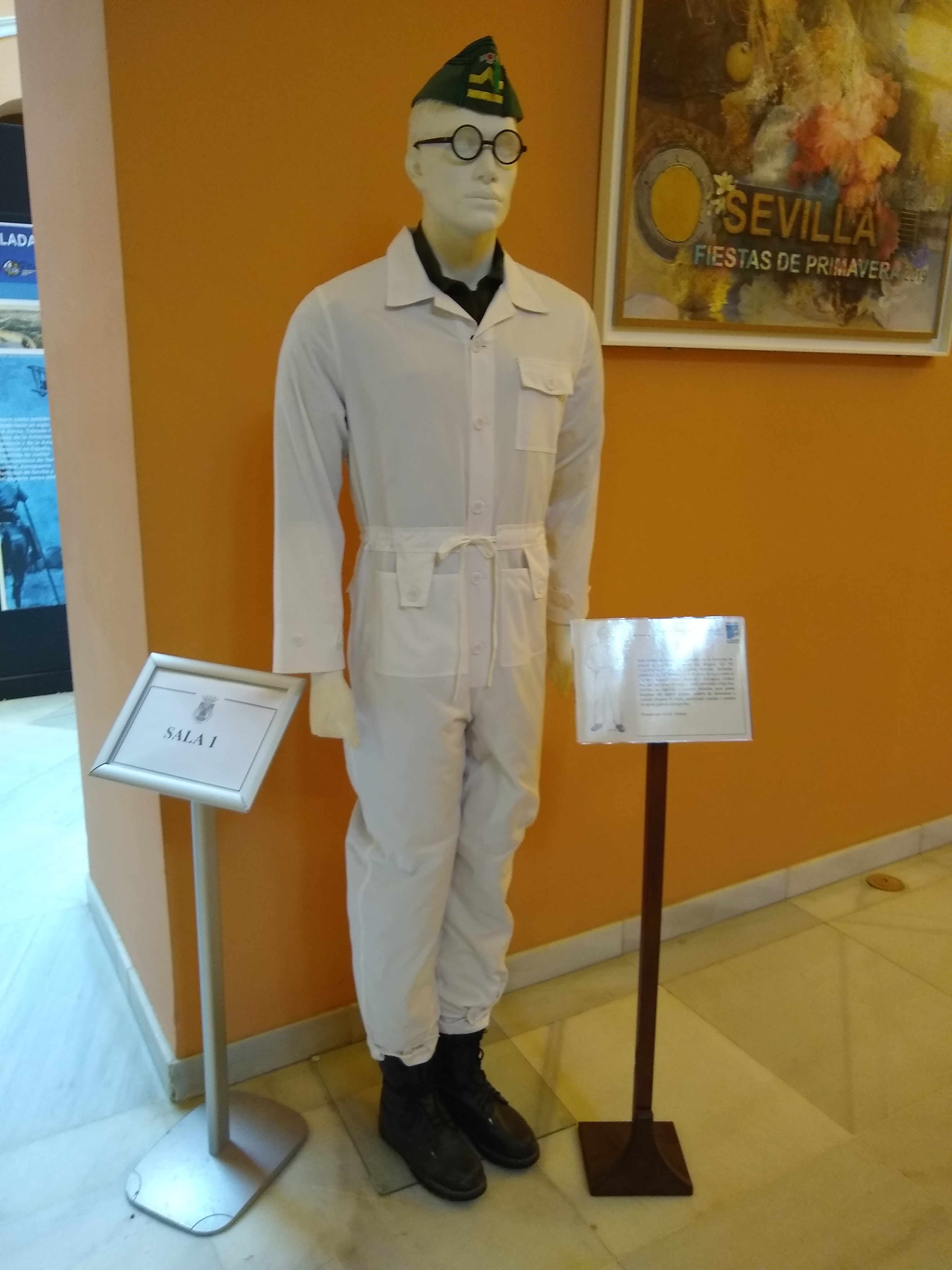
Traje de vuelo usado por Barberán en su travesía desde Sevilla a Camagüey de 1933.

Ingresó en la Academia de Ingenieros de Guadalajara en 1910, de la que regresa en 1917 como teniente del Cuerpo de Ingenieros y un año después solicita su pase a Aviación. A pesar de usar gafas es aceptado y realiza el curso de "Observador de Aeroplano de Guerra" en 1919. Es destinado a la Segunda Escuadrilla Bristol en Melilla en marzo de 1922. Destacado por su competencia y valor, se le concedió el mando de la Primera Escuadrilla Bristol de enero a julio de 1923, a pesar de no ser piloto, y recibiendo la Medalla Militar Individual.
Realizó el curso de "Piloto de aeroplano" en 1924 y es nombrado jefe de radio en la península. A pesar de ello realiza algún vuelo en Tetuán y es herido.
Tomó parte en el desembarco de Alhucemas, en 1925, donde Barberán mandaba una escuadrilla del Grupo de la Escuadra de Instrucción. Por una diferencia de opinión con su jefe de grupo, dejó voluntariamente la Aviación, lo que le llevó a no participar en el vuelo del Plus Ultra de Palos a Buenos Aires, que había planeado con Ramón Franco.
Reingresó en Aviación en 1927 y fue nombrado profesor de la Escuela de Observadores, y director de la misma de 1928 a 1931. En abril de este año fue destinado al Servicio de Instrucción en Cuatro Vientos.

## El Vuelo Sevilla-Cuba

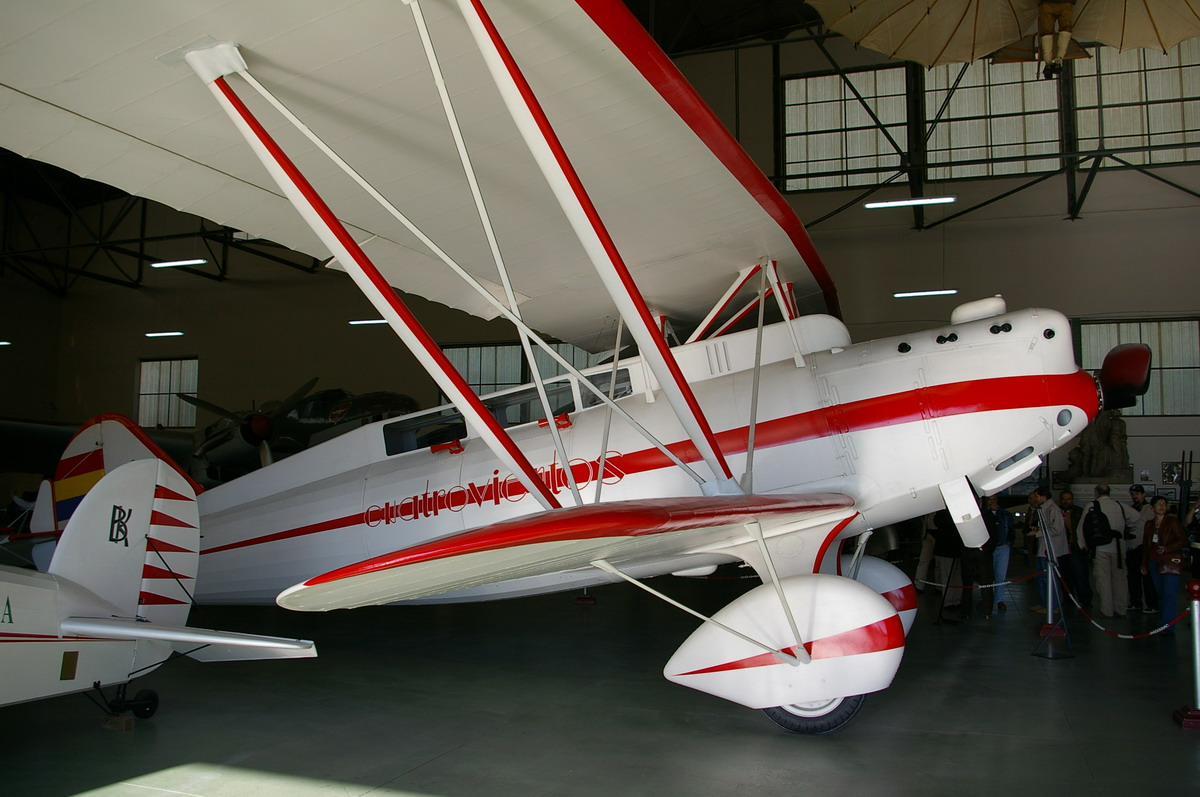
Réplica del "Cuatro Vientos" en el Museo del Aire.

En 1932 concibió la idea de atravesar el Atlántico, desde Sevilla a Cuba sin escalas. Para ello utilizó el avión Cuatro Vientos, un monomotor equipado con un motor Hispano Suiza fabricado en Barcelona, y construido ad hoc por la empresa española CASA, en uno de los hitos de la industria aeronáutica española. Fue acompañado por el teniente Joaquín Collar Serra, reconocido a la sazón como uno de los mejores pilotos de su época. El tercer componente del equipo, el sargento mecánico de aviación Modesto Madariaga viajó a Cuba en barco para atender allí el mantenimiento del aparato. Despegaron el 10 de junio de 1933 de Sevilla y llegaron 39 horas y 55 minutos después a Camagüey, en Cuba, donde fueron recibidos como auténticos héroes. El sargento Madariaga revisó en Cuba el avión hallando una grieta en el depósito de combustible, que reparó. Una vez que el avión estuvo listo, comenzaron la segunda parte del viaje, mucho más fácil a simple vista que la primera parte.
Cuando seguían viaje a México, el 20 de junio siguiente, el avión desapareció y sus restos no fueron nunca encontrados.
La gesta de estos pilotos quedó empañada por este trágico final, puesto que consiguieron abrir camino por la ruta del Atlántico Central, la más larga realizada hasta entonces.

## Reconocimiento póstumo
Mariano Barberán ha sido reconocido tras su muerte con varias calles, en muchos casos vinculado a Joaquín Collar. En ciudades como Alcalá de Henares, Melilla, Madrid, Sevilla, Salamanca, en España; o en Tlaxcala, México.